# Galvano Fiamma
Galvano Fiamma (* ~ 1283; † um 1344 in Mailand) war ein italienischer Dominikaner. Aus einer bürgerlichen Familie stammend, deren Mitglieder vor allem als Notare tätig waren, trat er nach eigenen Angaben 1298 in Sant’Eustorgio als Novize in den Orden ein.
Seine primären Schriften umfassten historische Themen. Neben einer Geschichte über Mailand sind auch andere, noch in Handschriften befindliche unedierte Manuskripte bekannt.
Galvano Fiamma ist offenbar der erste südeuropäische Autor, der – vor der Entdeckung der „Neuen Welt“ durch Kolumbus – Amerika erwähnt, und zwar als „Marckalada“, siehe die Bezeichnung der Wikinger als „Markland“. Die Notiz zu „Marckalada“ findet sich in Fiammas Cronica universalis, von der nur ein Manuskript bekannt ist. Sie wurde entdeckt, als Paolo Chiesa, Professor für mittellateinische Literatur an der Universität Mailand, die bisher unveröffentlichte Cronica universalis näher studierte.